# 1 Dywizja Pancerna (III Rzesza)
1 Dywizja Pancerna (niem.  1. Panzer-Division) – niemiecka dywizja pancerna, uczestniczyła w agresji na Polskę, Holandię i Francję oraz w ataku na Związek Radziecki.

## Historia
Dywizja została sformowana zgodnie z rozkazem z dnia 15 października 1935 roku w Weimarze na bazie 3 Dywizji Kawalerii. 
W 1939 roku 1 DPanc. wzięła udział w agresji na Polskę w składzie XVI Korpusu 10 Armii. 1 września dywizja posiadała na wyposażeniu 308 czołgów i 38 samochodów pancernych i atakowała po osi Panki – Kłobuck i w dniu 2 września opanowała mosty na Warcie w rejonie miejscowości Gidle oraz toczyła walki o Częstochowę. 3 września przez Radomsko dotarła do Kamieńska, gdzie w nocy została zaatakowana przez 2 pułk strzelców konnych z Wołyńskiej BK i poniosła straty w ludziach i sprzęcie. 4 września jako prawoskrzydłowa atakowała pozycje obronne I batalionu 146 pp na odcinku Jeżów – Rozprza. Dywizja 5 września wkraczając do wsi Stobiecko Miejskie spacyfikowała miejscowość. Trzy osoby żołnierze dywizji zamordowali i spalili 30 zabudowań. Tego samego i następnego dnia oddział dywizji zamordował we wsiach Krzyżanów, Siomki i Cekanów 23 osoby cywilne. Następnie po przełamaniu polskiej obrony ruszyła na Piotrków Trybunalski. 6 września dywizja walczyła do zmroku z oddziałami 13 DP, a 7 września ruszyła w stronę Warszawy. Brała udział w szturmie Warszawy.
Następnie, w 1940 roku wzięła udział w agresji na Holandię i Francję walcząc w składzie XIX Korpusu. Działania bojowe rozpoczęła atakiem w kierunku Rotterdamu.
Po zakończeniu działań we Francji ze składu dywizji wycofano 2 pułk pancerny i sformowano z niego 16 Dywizję Pancerną. 
W 1941 roku dywizja (posiadająca 22 czerwca 1941 154 czołgi) wzięła udział w ataku III Rzeszy na ZSRR w składzie 4 Grupy Pancernej walczącej początkowo w składzie Grupy Armii Północ a później w Grupie Armii Środek. Na terytorium ZSRR dywizja walczyła przeciw Armii Czerwonej do końca 1942 roku a następnie została przerzucona początkowo do Francji a następnie Grecji, gdzie pozostawała w rezerwie do listopada 1943 roku.
W listopadzie 1943 roku skierowana ponownie na front wschodni, gdzie weszła w skład 4 Armii Pancernej w Grupie Armii Południe. Brała wtedy udział w kontrofensywie na Kijów i walkach w północnej Ukrainie do września 1944 roku. 
W październiku 1944 roku została przerzucona na Węgry i włączona w skład 6 Armii. Uczestniczyła wtedy w walkach w rejonie Debreczyna i w grudniu 1944 roku w kontrofensywie w Transylwanii. Na Węgrzech dywizja walczyła do kwietnia 1945 roku, a następnie wycofała się na teren Austrii, gdzie ostatecznie została rozbita w maju 1945 roku.

## Dowództwo dywizji
Dowódcy:
- gen. kaw. Maximilian Freiherr von Weichs (1935 – 1937)
- gen. por. Rudolf Schmidt (1937 – 1939)
- gen. mjr (od 1940 gen. por.) Friedrich Kirchner (1939 – 1941)
- gen. mjr Walter Krüger (1941 – 1944)
- gen. mjr Richard Koll (1944)
- płk Werner Marcks (1944)
- płk Eberhard Thunert (1944 – 1945)

## Struktura organizacyjna
Skład w 1935
- 1 Brygada Pancerna (Panzer Brigade 1.)
  - 1 pułk pancerny (Panzer-Regiment 1.)
  - 2 pułk pancerny ( Panzer-Regiment 2.)
- 1 Brygada Strzelców (zmotoryzowania) (1. Schützen-Brigade)
  - 1 pułk strzelców (Schützen-Regiment 1)
  - 1 batalion motocyklowy (Kradschützen-Bataillon 1)
- 73 pułk artylerii (Artillerie Regiment 73)
- 4 batalion rozpoznawczy ( Aufklärung Abteilung 4)
- 73 batalion łączności ( Nachrichten Abteilung 73)

Skład w 1939 (w czasie agresji na Polskę)
- 1 Brygada Pancerna (Panzer Brigade 1.)
  - 1 pułk pancerny (Panzer-Regiment 1.)
  - 2 pułk pancerny ( Panzer-Regiment 2.)
- 1 Brygada Strzelców (zmotoryzowania) (1. Schützen-Brigade)
  - 1 pułk strzelców (Schützen-Regiment 1)
  - 1 batalion motocyklowy (Kradschützen-Bataillon 1)
- 73 pułk artylerii (Artillerie Regiment 73)
- 4 batalion rozpoznawczy ( Aufklärung Abteilung 4)
- 37 batalion przeciwpancerny (Panzerabwehr-Bataillon 37)
- 37 batalion pionierów (Panzer-Pionier-Bataillon 37)
- 73 batalion łączności ( Nachrichten Abteilung 73)

Stan dywizji na 1 września 1939: 331 czołgów, 90 sam.panc. (razem 421 pojazdów opancerzonych), 1402 sam. ciężarowe, 1289 motocykli, 561 sam. osobowych, 24 lekkie haubice polowe, 8 dział piechoty, 48 dz.ppanc. 37 mm, 12 nkm.plot. 20 mm, 18 ciężkich oraz 30 lekkich granatników, 46 ckm.,  825 lkm. a także 7249 karabinów i 4625 pistoletów  Dywizja liczyła 11 792 ludzi w tym 394 oficerów, 1962 podoficerów, 9321 szeregowych oraz 115 urzędników.
Skład w 1940 (w czasie agresji na Francję)
- 1 Brygada Pancerna (Panzer Brigade 1)
  - 1 pułk pancerny (Panzer Regiment 1)
  - 2 pułk pancerny (Panzer Regiment 2)
- 1 Brygada Strzelecka (Schützen Brigade 1)
  - 1 pułk strzelców (Schützen Regiment 1)
  - 1 batalion motocyklowy (Kradschützen Bataillon 1)
- 702 ciężka kompania broni wsparcia (Schwere Infanterie Geschütz Kompanie 702)
- 73 pułk artylerii (Artillerie Regiment 73)
- 4 batalion rozpoznawczy (Aufklärungs Abteilung 4)
- 37 dywizjon niszczycieli czołgów (Panzerjäger Abteilung 37)
- 37 batalion pionierów (Pionier-Bataillon 37)
- 37 batalion łączności (Nachrichten Abteilung 37)

Skład w 1943 (w czasie walk na terytorium ZSRR)
- 1 pułk pancerny (Panzer-Regiment 1)
- 1 pułk grenadierów pancernych (Panzer-Grenadier-Regiment 1)
- 113 pułk grenadierów pancernych (Panzer-Grenadier-Regiment 113)
- 73 pułk artylerii pancernej (Panzer-Artillerie-Regiment 73)
- 1 pancerny batalion rozpoznawczy (Panzer-Aufklärungs-Abteilung 1)
- 229 kompania artylerii przeciwlotniczej (Heeres-Flak-Artillerie-Abteilung 299)
- 37 dywizjon niszczycieli czołgów (Panzerjäger-Abteilung 37)
- 37 pancerny batalion pionierów (Panzer-Pionier-Bataillon 37)
- 37 pancerny batalion łączności (Panzer-Nachrichten-Bataillon 37)